# IJmuiden
IJmuiden és una ciutat portuària del municipi de Velsen, a la província d'Holanda del Nord, a l'oest dels Països Baixos. El port d'IJmuiden és el més gran dels Països Baixos, després del port de Rotterdam i el port d'Amsterdam. Hi ha un servei de transbordador a Newcastle (Regne Unit). El canal de la mar del Nord, que connecta el riu IJ amb el Mar del Nord, desemboca a IJmuiden. El nom «IJmuiden» ve del terme neerlandès Mond van het IJ (boca de l'IJ). L'1 de gener de 2013 tenia 30.160 habitants.

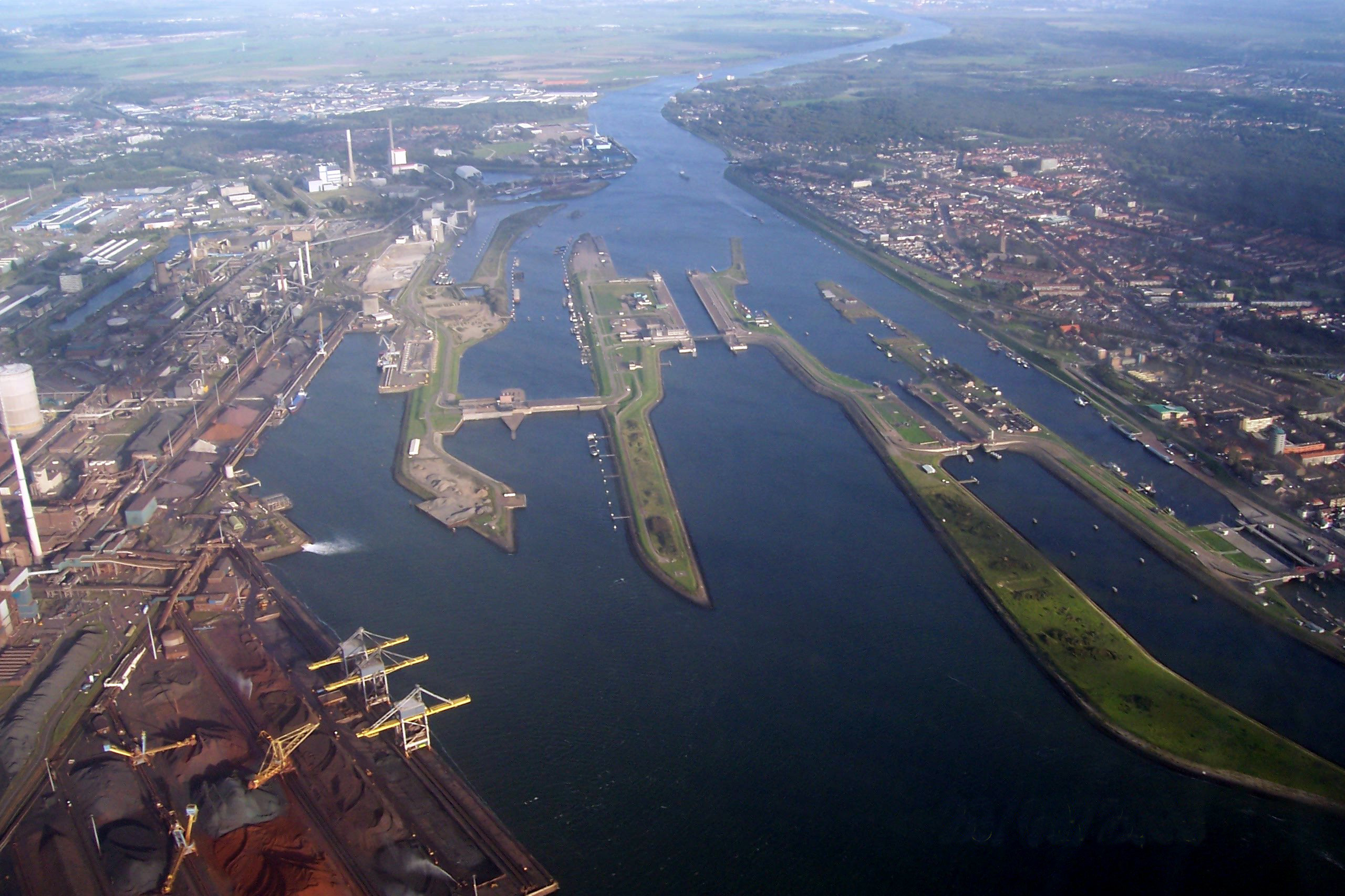
Complex de rescloses amb la ciutat d'IJmuiden a la dreta
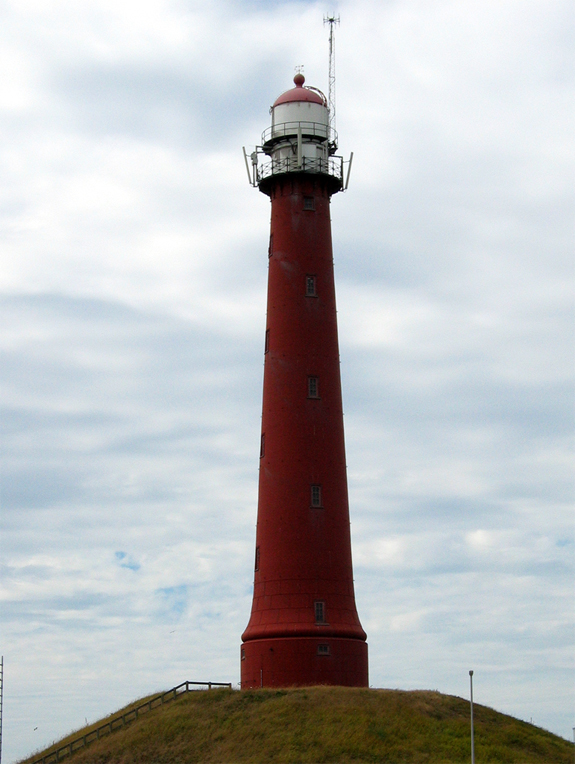
Far d'IJmuiden
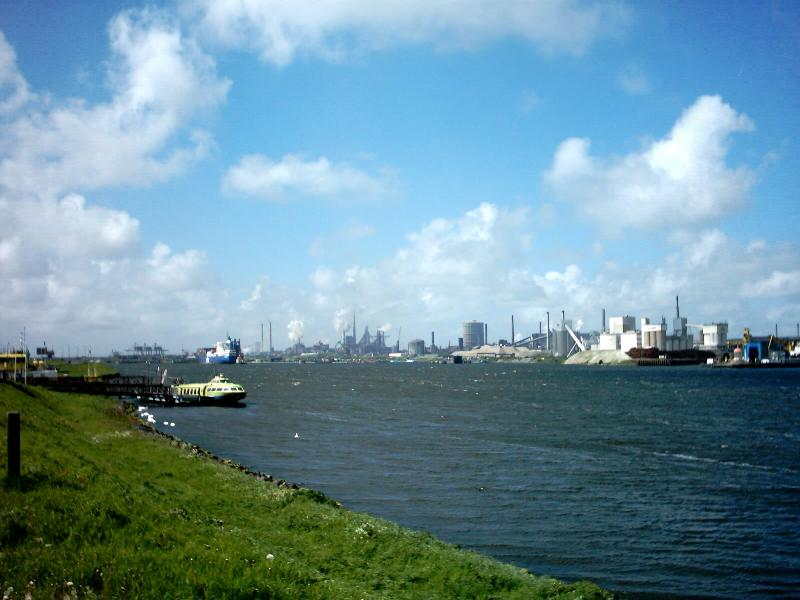
Desembocadura del canal del Mar del Nord